# Francesco Viganò (economista)
Francesco Viganò (Merate, 5 aprile 1807 – Milano, 23 giugno 1891) è stato un economista, scrittore e patriota italiano, conosciuto per la sua attività pionieristica nel movimento cooperativo e per aver dato una forte spinta al movimento bancario popolare, con la fondazione di alcune banche popolari.

## Biografia
Nato a Cicognola, frazione di Merate, nel 1807 da Modesto, oste di campagna titolare di una stazione di posta, e Angiola Cristina Formenti, compì gli studi dapprima a Brivio presso il prevosto Enicanti, poi al collegio di Merate, quindi nel Seminario minore di Como in Sant'Agostino. Passò poi al Seminario teologico comasco, che comunque nel 1826 decise di lasciare, rientrando in famiglia e dedicandosi in Brianza all'apprendistato presso un amministratore, per poi esercitare il mestiere presso un paio di commercianti. 
Insoddisfatto, per sua esplicita ammissione, della propria situazione, alla fine del 1828 decideva di espatriare clandestinamente per tentare l'avventura all'estero. Procuratosi un passaporto svizzero, viaggiò a in Europa, talora ricorrendo a soluzioni lavorative di fortuna, ma per lo più mettendo a frutto l'esperienza contabile recentemente acquisita. Ebbe così occasione di entrare in contatto con le moderne concezioni in campo economico e sociale che avevano preso piede oltralpe e, probabilmente, fu in questo periodo che si iscrisse alla Massoneria: quando l'appartenervi, come ebbe a ricordare l'amico Carlo Romussi, marcava l'adesione a ideali che nulla avevano a che fare con la convenienza. A Parigi, dove meglio si ambientò e che sempre poi rappresenterà un suo riferimento fisso, aderì ai sansimoniani e, nelle sue peregrinazioni fra Francia e Belgio, si accostò politicamente all'esulato italiano monarchico-costituzionale. Concluse la propria esperienza all'estero prendendo una qualche parte, nel periodo fra il 1830 e il 1831, al fallimento della prima e meno nota spedizione di Savoia: facente capo a quel gruppo lombardo-piemontese, costituito per lo più da elementi di patriziato liberale e di ceto militare ex napoleonico, che confidava in un futuro costituzionalizzato Regno sardo e alla successiva ripresa di una politica di espansione verso l'Adriatico ed eventualmente su tutta la penisola. La particolare esperienza cospirativa di questo giovanile soggiorno all'estero legherà indissolubilmente il Viganò alla soluzione monarchica del nostro problema unitario: non fu quindi mai mazziniano, malgrado la sua successiva indubbia stima nei riguardi di Mazzini, fondatore alla fine del 1831 della Giovine Italia entro e da lui sempre poi ammirato come patriota, nonché quale ispiratore di quel primo gradino della cooperazione, cara al Viganò, rappresentato dalle società di mutuo soccorso. Negli anni postunitari il Viganò, sempre peraltro dichiaratamente grato alla monarchia sabauda per lo stato unitario, politicamente si orienterà poi in modo graduale verso il liberalismo radicale, fino all'ultimo suo profetico opuscolo del 1891 titolato "Il Ministero del lavoro. Una proposta" e affidato all'iniziativa dell'amico deputato Antonio Maffi, ex tipografo. 
Tornato in Italia neI primi mesi del 1831, fra la natia Brianza e Milano completò un breve un ciclo di studi finalizzato all'insegnamento che, negli ultimi mesi del 1831, gli fu utile per impiegarsi come precettore presso il Collegio di Cassano d'Adda, che lascerà solo dopo un decennio di lavoro assiduo ma anche di intenso studio, nonché di ulteriori diplomi ottenuti fra Milano e Pavia. Grazie a tali titoli di specializzazione, nel novembre del 1841 prese possesso della cattedra di Scienza Commerciale e Ragioneria presso la nuova Imperiale Regia Scuola Tecnica al Cappuccio, di recente istituzione per la specifica formazione dei ragionieri. Prima s'era comunque concesso un lungo viaggio di due mesi attraverso l'Italia, da Milano a Palermo, insieme al "fratello" massone conte Paolo Marazzi: per il matrimonio del quale, l'anno successivo, pubblicherà in parte il diario di quella comune avventura, completandone successivamente l'edizione in omaggio ad altra nobile stretta amicizia. Resse la cattedra presso la Scuola Tecnica al Cappuccio fino al giugno 1878, contribuendo a formare una classe di professionisti resisi ormai indispensabili per l'economia lombarda in evoluzione. Anche durante l'insegnamento continuò a compiere viaggi in Europa, stringendo ancor più i legami con Parigi, che lo condussero a collaborare con le riviste Nouvelle Revue e l'Association e, grazie anche alla sua buona conoscenza delle principali lingue europee, entrando in contatto e corrispondenza con varie personalità del nascente mondo cooperativo, fra cui il tedesco Franz Hermann Schulze-Delitzsch e gli inglesi Edward Wansittart-Neale e George Jacob Holyoake. Nel 1855 sposò Laura Levy, figlia del mineralogista e matematico francese Armand Levy e dell'inglese Harriet Druvelt, legandosi ancor più strettamente all'ambiente parigino.
Un primo barlume di idea cooperativa il Viganò già lo aveva espresso fin dal 1837 nella sua proposta di "Restaurazione del teatro italiano". Tuttavia, a parte le giovanili aspirazioni utopiche, manifestate soprattutto nel più originale dei suoi numerosi romanzi ossia "Battello sottomarino. Romanzo bizzarro" del 1839 (di recente riedito in forma anastatica), fu soltanto con la seconda edizione accresciuta de "L'operaio agricoltore, manifatturiere e merciajuolo che arriva alla cooperazione", datato 1868 e in anni successivi tradotto anche in francese e in armeno, che il Viganò superò definitivamente il tradizionale atteggiamento filantropico della proposta mutualistica, presente nella prima versione di questo libro edita del 1851, cominciando ad abbozzare il moderno progetto cooperativo, sulla scia della concreta esperienza inglese dei Probi pionieri di Rochdale di cui era venuto a conoscenza. Nel frattempo, aveva pubblicato nel 1863 anche un suo approfondito studio su "Le Banche popolari", già peraltro presentato nel 1857e 1861 al duplice concorso dell'Istituto di Francia e che poi in francese avrà una propria ampliata edizione. In un quadro successivo, per il Viganò queste banche saranno infine destinate a integrarsi in rete con la cooperazione di consumo tipo Rochdale: caratterizzata quest'ultima dall'acquisto dei prodotti di consumo, ma non per rivenderli all'incirca al prezzo di costo, come nei precedenti esercizi mutualistici di previdenza, bensì ad un equo prezzo di mercato che, detratti i puri costi di acquisto e di gestione, grazie al margine di guadagno avrebbe poi consentito di costituire quell'accumulazione primaria da depositarsi presso un'istituzione di credito popolare, creando così il fondo comune cui sarebbe stato possibile attingere al prestito per finanziare ulteriori iniziative di carattere cooperativo. Parte da qui l'originale elaborazione, da parte del Viganò, della formula della cooperazione evolutiva integrale che, principiando dalla cooperazione di consumo tipo Rochdale e con l'ausilio del credito cooperativo, avrebbe dovuto estendere gradualmente la forma cooperativa a tutti i rapporti socio-economici, fino a giungere al municipio cooperativo. Teoria che verrà espressa compiutamente ne "La fratellanza umana ossia le Società di mutuo ajuto, cooperazione e partecipazione ed i municipi cooperativi" del 1873 e che nel 1880 avrà a Parigi anche un'edizione francese, per i tipi della Libreria Guillaumin & C., grazie all'interessamento diretto e alla traduzione della moglie del noto uomo politico Jules Favre: teoria che presenta una singolare corrispondenza con il programma di un cooperativismo destinato ad integrare tutta l'economia fino alla repubblica cooperativa, successivamente elaborato dal francese Charles Gide nei suoi "Principes d'èconomie politique" del 1883.
Tuttavia il Viganò non si limitò a teorizzare in tema di cooperazione, bensì seppe attivarsi, per la verità con alterne fortune, per la realizzazione di questo suo sogno cooperativo.
Nel 1865, svolse un ruolo di pioniere nel movimento cooperativo italiano, promuovendo a Como, fra gli operai setaioli e a partire da una preesistente società di previdenza, la costituzione della prima cooperativa di consumo tipo Rochdale e poi, nel corso degli anni, mai dismise di attivarsi dovunque per promozione di svariate tipologie di cooperative ed istituti di credito cooperativi, spesso anche sollecitato a intervenire dagli interessati. 
Nel 1874 fu promotore della Banca Popolare Briantea di Merate che, nei suoi primi anni, grazie alla sua significativa attività promozionale sul territorio, parve sintetizzare la praticabilità delle teorie precedentemente enunciate dal Viganò, rappresentando in proposito, proprio nella sua terra d'origine, un caso esemplare. Già nel 1873, in occasione di un soggiorno estivo a Meina, forse ospite dell'amico Correnti, egli aveva promosso anche a Intra la costituzione di una locale banca popolare. Negli ultimi mesi del 1875, ottenuto per motivi di salute un anno di aspettativa, trasferendosi con la famiglia a Cannes, trovava colà modo di fondare la Banque Populaire de Cannes & ses environse e poi nel 1878, a Parigi in occasione dell'Esposizione internazionale, grazie ad alcune conferenze riusciva, in Saint-Germain en Laye, a promuovere una sottoscrizione per la creazione di una banca popolare. Il Viganò, oltre a partecipare a tutti i convegni internazionali cooperativi e a non lesinare interventi personali, provvedendo anche all'invio di proprie pubblicazioni a chi gli si rivolgesse con finalità pratiche, soprattutto, a partire dai primi anni '70, si impegnò personalmente a creare in Italia una rete cooperativa, pubblicando e distribuendo, a proprie spese, sia pure con periodicità assai variabile, un opuscolo sullo stato annuale della cooperazione italiana e internazionale, nel contempo sollecitando aggiornamenti da parte dei municipi cui veniva capillarmente inviata tale corrispondenza. Un gravoso Impegno che peraltro gli fu ampiamente riconosciuto allorquando, in occasione del primo congresso dei cooperatori italiani per cui tanto egli s'era prodigato, nell'ottobre 1886, a Milano, fu infine costituita per acclamazione la auspicata Federazione delle Società Cooperative Italiane, che diventerà poi la Legacoop, del cui comitato fu eletto come primo presidente. 
Così come, a naturale corollario dell'impegno cooperativo per una società nazionale e sovranazionale pienamente solidale, nonché in coerenza con la sua proposta di trasformare l'organizzazione militare in esercito cooperativo da impegnarsi in progetti sociali, il Viganò fu anche eletto primo presidente dell'Unione Lombarda della Società Internazionale per la Pace e l'Arbitrato. Presidenza che resse dal 1887, data di costituzione di quest'ente per cui pure s'era tanto prodigato, fino alla morte che gli sopraggiunse nel 1891, nella sua residenza di Milano, a seguito di un improvviso malore: lasciandogli l'unico espresso rammarico di astensionismo involontario, come ebbe a riferirne l'amico deputato avv. Angelo Mazzoleni, poiché proprio allora cadevano le elezioni. Seguirono funerali imponenti e commossi necrologi sulla stampa italiana ed estera, di cui ebbe a riferire il giornale del radicalismo milanese Il Secolo. 
Scrittore prolifico, si era cimentato anche nel campo del romanzo storico-sociale di soggetto lombardo (Il brigante di Marengo, o sia Mayno della Spinetta, 1845 con successive ben tre riedizioni; Val d'Intelvi e Valsassina, 1852, Il contrabbandiere di Olginate, 1861 e altri), nel filone filantropico-moralistico (L'operajo agricoltore, manifatturiere e merciajuolo, 1851) e nel genere fantastico-avventuroso (Viaggio nell'universo, 1838; Battello sotto marino, 1839) divenendo uno dei precursori ottocenteschi della fantascienza italiana.
La città di Milano e la città di Como gli hanno dedicato una via, il comune nativo di Merate gli ha dedicato una via e un istituto scolastico superiore. Un busto-ritratto in marmo di Francesco Viganò, realizzato dall'amico scultore Giovanni Spertini sulla base di un calco effettuato sul volto del defunto, per cura del Comitato della Società della Pace fu nel 1893 collocato nel Cimitero Monumentale di Milano, Portici superiori, Pilastro 71 ponente. Una lapide commemorativa, con medaglione-ritratto in bronzo realizzato dallo scultore Giovanni Avogadri, in occasione delle "solenni onoranze" del giugno 1925 era stato posizionato a Milano in Via Montenapoleone al n.10, dove il Viganò aveva abitato dal 1841 fino alla morte: ma, in seguito alla demolizione del vecchio stabile, anziché essere riposizionata in loco, tale lapide fu spostata all'interno dell'Istituto C. Cattaneo, "erede" della Regia Scuola tecnica al Cappuccio.

## Opere

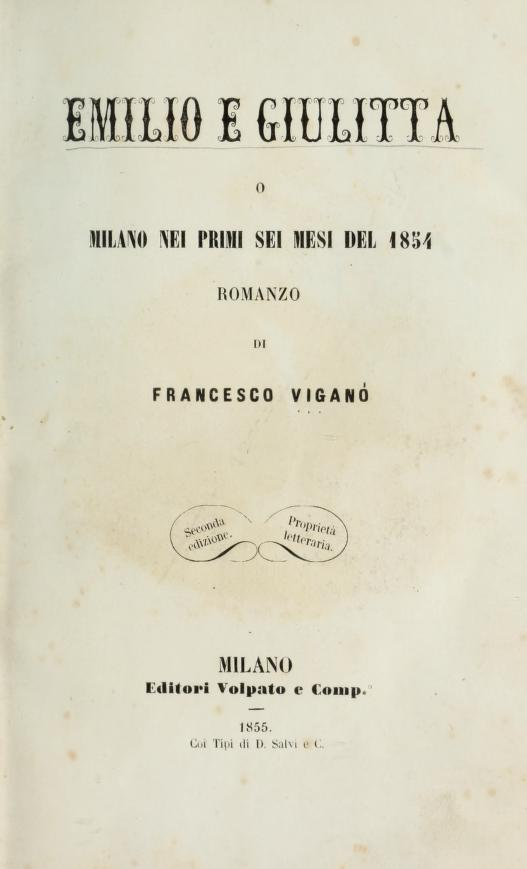
Frontespizio di Emilio e Giulitta pubblicato nel 1855 da Volpato, Milano

(parziale)

### Romanzi
- Viaggio nell'universo - visioni del tempo e dello spazio (in due tomi), Milano, Omobono Manini, 1838; II edizione, tip. di L. Zanaboni e Gabuzzi, 1885.
- Battello sotto marino - romanzo bizzarro, Milano, Molina, 1839.
- Il brigante di Marengo, o sia Mayno della Spinetta, 1845, 1853, 1877, 1891.
- Val d'Intelvi e Valsassina, ossia Molciani e Passerini racconto storico dei primi anni di questo secolo, 1852.
- Valassina o Emilio e Giulitta, 1854; 2ª ed.: Emilio e Giulitta o Milano nei primi sei mesi del 1854, 1855.
- Il contrabbandiere di Olginate, 1861.

### Saggi
- Studi teorico-storici sulle principali pubbliche banche, 1840
- Scienza del commercio - ad uso dell'I. R. Istituto Politecnico di Vienna (commento al testo di Ignazio Sonnleithner), Milano, Andrea Molina, 1844
- L'operajo agricoltore, manifatturiere e merciajuolo, 1851
- La vera California delle classi operaje anco le più misere ossia banche di anticipazione e società cooperative, 1865
- Le vraie mine d'or ou la cooperation, 1865
- L'operajo agricoltore, manifatturiere e merciajuolo che arriva alla cooperazione, 1868
- Le banche popolari in generale, Milano 1863; 2ª ed. Parigi 1875
- Sull'organizzazione delle banche italiane, 1865
- Le cagioni della crisi della Società cooperativa degli operai di Como, 1870
- Società di credito popolare germaniche e banche popolari italiane, 1872
- Movimento cooperativo e le banche popolari tedesche e italiane, e loro confederazione, 1873
- La fratellanza umana, Milano 1873; trad. franc., Parigi 1880
- Vade-Mecum des promoteurs des Banques Populaires, Saint-Germein-en-Laye, 1878
- Resoconto di 160 banche popolari italiane e movimento cooperativo in Italia e all'estero del 1875-76-77, Milano, 1878